# حاجی‌بابالی
حاجی‌بابالی (به ترکی آذربایجانی: Hacıbabalı) یک منطقهٔ مسکونی در جمهوری آذربایجان است که در شهرستان ایمیشلی واقع شده‌است.